# José Ignacio Munilla Aguirre
José Ignacio Munilla Aguirre (Sant Sebastià, 13 de novembre de 1961) és un sacerdot, teòleg i bisbe catòlic basc, que exerceix de bisbe d'Oriola-Alacant des de 2022. També fou bisbe de Palència entre 2006 i 2009 i de Sant Sebastià entre 2009 i 2021.
Conegut pels seus articles a la premsa basca, abans de ser nomenat bisbe, i posteriorment per les seves col·laboracions setmanals al Diario Palentino, i mensuals a El Norte de Castilla, manté una intensa activitat a la premsa escrita. A més, va tenir un programa setmanal a Ràdio Maria anomenat Sexto continente, on va explicar durant diversos anys el catecisme de l'Església Catòlica, des de 2005 al 2012, i on també va comentar el Youcat, el catecisme de l'Església Catòlica per a joves.

## Biografia

### Primers anys i formació
Munilla va néixer el 13 de novembre de 1961 a Sant Sebastià, al barri d'Intxaurrondo i per cultura familiar és bascoparlant. Va estudiar el batxillerat al Col·legi del Sagrat Cor de Mundaiz, a la seva ciutat natal. Va començar la carrera eclesiàstica al seminari de Toledo, on va començar els estudis canònics, continuant-los al seminari de Sant Sebastià durant dos anys.

### Sacerdoci
El 29 de juny de 1986 va ser ordenat sacerdot per Mons. José María Setién, a la catedral del Bon Pastor de Sant Sebastià. El seu primer destí va ser Zumarraga, inicialment a la parròquia de la Mare de Déu de l'Assumpció, de la qual va servir com a coadjutor des de juny de 1986, i posteriorment a la d'El Salvador, en la que va ser nomenat rector el 16 de juliol de 1990 i on va dur a terme la construcció de l'actual temple parroquial. Compaginant la seva dedicació sacerdotal amb l'estudi, va obtenir la llicenciatura de Teologia espiritual a la Facultat de Teologia del Nord d'Espanya, amb seu a Burgos. Durant sis anys va ser membre del Consell Presbiteral de la Diòcesi, en representació de l'arxiprestat de Zumarraga.

## Episcopat

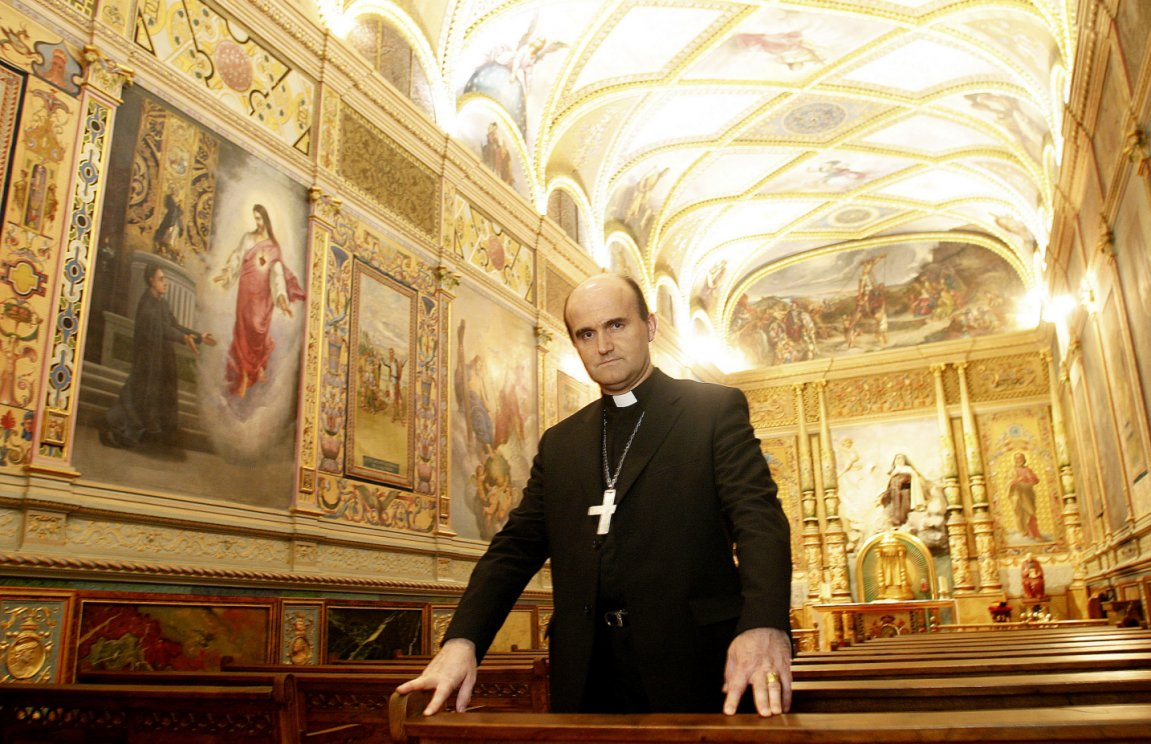
Munilla com a bisbe de Palència.

### Bisbe de Palència
El 10 de setembre de 2006, amb tan sols 44 anys, va ser consagrat bisbe de Palència per Manuel Monteiro de Castro i el seu predecessor Rafael Palmero Ramos, convertint-se en el prelat més jove d'Espanya d'aquell moment.
Sobre la reforma de la llei d'interrupció voluntària de l'embaràs realitzat el 2009, va declarar que «suposa la legitimació de la llei de la selva». Va recriminar a l'esquerra que considerés un dret «la matança dels innocents» i va advertir que qui recolzés la llei de l'avortament seria «còmplice d'assassinat» i tindria «responsabilitat moral davant de Déu». Munilla va emmarcar aquesta reforma de llei, així com altres polítiques del govern espanyol del PSOE, en una onada d'«anticlericalisme» que afectava altres àmbits de la societat i que s'encarregava de mantenir activa, segons ell, alguns mitjans de comunicació que no va voler anomenar.

### Bisbe de Sant Sebastià
El 21 de novembre de 2009 va ser nomenat bisbe de Sant Sebastià pel papa Benet XVI. Durant la missa de presa de possessió va rebre un aplaudiment de diversos minuts de durada per part dels catòlics presents, entre els quals s'incloïen els seus fidels paletins.
Des dels primers passos al seu ministeri, ha mantingut una relació molt habitual amb el món juvenil i la seva problemàtica. És significatiu que la seva primera Carta Pastoral tingués per títol «Envia el porro a la porra». Primer amb Francisco Cerro, i posteriorment amb Xavier Novell, bisbe de Solsona, va ser el bisbe responsable de la Pastoral Juvenil de la Conferència Episcopal Espanyola (CEE). També ha format part de la comissió de Mitjans de Comunicació de la CEE i, recentment, va ser nomenat president de la Comissió de Mitjans de Comunicació Social de la Conferència de Conferències Episcopals Europees.

### Bisbe d'Oriola-Alacant
El 7 de desembre de 2021, va ser nomenat bisbe d'Oriola-Alacant pel papa Francesc i, el 12 de febrer de 2022, es va realitzar la presa de possessió del càrrec. Dies abans de l'acte, el 2 de febrer, va polemitzar amb unes declaracions qüestionant la voluntat governamental de protegir les víctimes d'abusos sexuals. Les declaracions es van proferir l'endemà que el Congrés dels Diputats espanyol admetés a tràmit una sol·licitud presentada per Unides Podem, Esquerra Republicana de Catalunya i EH Bildu per tal de crear d'una comissió parlamentària d'investigació d'abusos sexuals a menors a l'Església catòlica. El bisbe va assegurar que, segons un estudi de la fundació ANAR, les agressions sexuals es cometen a l'entorn familiar per part del pare en un 23,3%, mentre que els abusos protagonitzats per religiosos són del 0,2%.